# Daddy Day Care
Daddy Day Care —Papá Canguro en España; La guardería de papá en Hispanoamérica— es una película estadounidense de comedia familiar del 2003 escrita por Geoff Rodkey y dirigida por Steve Carr y producida por Columbia Pictures, protagonizada por Eddie Murphy. En el 2007 su secuela Daddy Day Camp, protagonizada por Cuba Gooding Jr. fue casi universalmente criticado, pero tuvo éxito en taquilla.

## Argumento
Charlie (Eddie Murphy) y Phil (Jeff Garlin) trabajan como publicistas en una empresa de cereales. Tras obtener unos resultados negativos en las ventas de unos nuevos cereales con verduras son despedidos. Ya en el paro, a Charlie se le ocurre la idea de abrir una guardería en su propia casa.

## Elenco
- Eddie Murphy como Charlie Hinton.
- Jeff Garlin como Phil Ryerson.
- Steve Zahn como Marvin.
- Regina King como Kim Hinton.
- Anjelica Huston como Señorita Harridan.
- Lacey Chabert como Jenny.
- Kevin Nealon como Bruce.
- Jonathan Katz como Dan Kubitz.
- Shane Baumel como Crispin.
- Max Burkholder como Max Ryerson.
- Jimmy Bennett como Flash/Tony.
- Leila Arcieri como Kelli.
- Khamani Griffin como Ben Hinton.
- Elle Fanning como Jamie.
- Hailey Noelle Johnson como Becca.
- Siobhan Fallon Hogan como Peggy.
- Wallace Langham como Jim Fields.
- Lisa Edelstein como La mamá de Crispin.

## Producción
El rodaje comenzó el 1 de agosto de 2002, en Los Ángeles, California, y finalizó el 22 de noviembre de ese mismo año.

## Crítica
Daddy day care tuvo críticas negativas,en Rotten Tomatoes tiene una puntuación del 27% basada en  en 131 críticas con un índice de calificación promedio del 4.51/10,el consenso de los críticos fue:"Daddy Day Care hace su trabajo para cuidar niños.Cualquier persona mayor tal vez se aburrira".
En Metacritic tiene una puntuación de 39 de 100 basada en 31 críticas.